# Quest
Quest是1988年建立的日本电子游戏公司。公司1990年与Bothtec合并，而1997年Quest的PC事业部又重新独立成为Bothtec。
Quest最知名的作品是战略角色扮演游戏系列皇家骑士团。1995年，公司核心成员松野泰己、皆川裕史和吉田明彦离开Quest加入史克威尔，并在之后为新公司进行《最终幻想战略版》、《放浪冒险谭》，以及部分《最终幻想XII》的开发。
2002年，Quest被史克威尔购并；购并让一些Quest开发者和原同事重聚，并可能暗示完结的皇家骑士团系列，将由史克威尔艾尼克斯籍的前Quest员工，以《最终幻想战略版》续作《最终幻想战略版Advance》（2003）和《最终幻想战略版A2》（2007）的形式开发，然而，松野泰己于2005年离开了公司。松野随后召集他的原开发队伍，以自由职业者身份，协助设计监督PlayStation Portable版《皇家骑士团》的重制。

## 游戏列表
NEC PC-8801
- The Scheme（1988年）

FC游戏机
- 大战略（1988年）
- Maharaja（1989年）
- 魔天童子（1990年）
- Dungeon Kid（1990年）
- 武藏的冒险（1990年）

Game Boy
- Battle Ping Pong（1990年）
- 武藏的冒险（1990年）
- 传说 -明日之翼-（1991年）
- 太阳之天使马洛 花园大恐慌（1994年）

PC Engine / TurboGrafx
- Magical Chase（1991年）

超级任天堂
- Ogre Battle: March of the Black Queen（1993年）
- Tactics Ogre: Let Us Cling Together（1995年）

Sega Saturn
- Ogre Battle: March of the Black Queen （1996年，由Riverhillsoft开发并发行）
- Tactics Ogre: Let Us Cling Together （1996年，由Riverhillsoft开发并发行）

PlayStation
- Ogre Battle: Limited Edition（1997年，由Artdink开发并发行）
- Tactics Ogre: Let Us Cling Together（1997年，由Artdink开发并发行）

任天堂64
- Ogre Battle 64: Person of Lordly Caliber（1999年）

Game Boy Color
- Magical Chase（2000年，由Micro Cabin开发并发行）

Neo-Geo Pocket Color
- Ogre Battle: Legend of the Zenobia Prince（2000年，由SNK开发并发行）

Game Boy Advance
- Tactics Ogre: The Knight of Lodis（2002年）

Wii
- Ogre Battle: March of the Black Queen（2008年，Virtual Console）
- Tactics Ogre: Let Us Cling Together （2009年，Virtual Console）
- Ogre Battle 64: Person of Lordly Caliber（2010年，Virtual Console）